# Spirinchus
Spirinchus – rodzaj dwuśrodowiskowych ryb stynkokształtnych z rodziny stynkowatych (Osmeridae).

## Występowanie
Ocean Spokojny.

## Klasyfikacja
Gatunki zaliczane do tego rodzaju:
- Spirinchus lanceolatus
- Spirinchus starksi – styneczka Starksa[3]
- Spirinchus thaleichthys

Gatunkiem typowym jest Osmerus thaleichthys (S. thaleichthys).